# فرودگاه ووشان شنوفنگ
فرودگاه ووشان شنوفنگ (به انگلیسی: Wushan Shennüfeng Airport)  یک فرودگاه همگانی   است . این فرودگاه در  کشور چین قرار دارد .